# 泰國—象牙海岸關係
泰國－象牙海岸關係，是指歷史上的泰国和非洲国家科特迪瓦（包括現在泰王国與科特迪瓦共和国）之間的雙邊關係。现今两国均为不结盟运动、77國集團成員國。

## 政治交流
冷战初期的泰国政府与美国结盟并奉行反共主义，并与意识形态相近的科特迪瓦于1966年6月30日建立了正式外交关系。20世纪70年代以来，泰国政府採取了新外交政策，开始加强与包括科特迪瓦在内的非洲国家在内的外交关系。此后两国关系也得到了进一步的发展。:334-335
截止2022年，泰国与科特迪瓦并没有在对方首都互设大使馆，科特迪瓦对泰国的外交业务由驻中华人民共和国大使馆兼辖，而泰国对科特迪瓦的外交业务由驻塞内加尔大使馆兼辖，泰国政府也在科特迪瓦的行政首都阿比让委派了名誉领事，以发展双边关系。

## 经贸合作关系

### 贸易
科特迪瓦大米长期不能自给，是非洲最大的大米进口国之一，而泰国则是世界上主要的大米出产国之一，泰国大米在包括科国在内的非洲国家消费群体中拥有一定的良好口碑及优势，两国也通过了一些政府间协议发展大米贸易。
据泰国商务部统计，2018年，泰国与科特迪瓦的双边贸易额达到约2.24亿美元，其中泰国出口额为2.16亿美元，泰国主要出口水泥、钢铁及其制品、塑料树脂、化学品和大米等，象牙海岸出口额为712万美元，主要向泰国出口其他金属矿石、废金属及其制品、计算机设备及零件等。科特迪瓦也是泰国在非洲的第六大贸易伙伴，也是泰国大米出口的主要贸易伙伴之一。泰国则是科特迪瓦在亚太地区主要的货物进口来源国之一。

### 投资
截至2019年，兩國無相互直接投資統計。

## 人文交流
2016年，泰国一共迎接了655名来自科特迪瓦共和国的游客。此外，泰國也通过國際研究生計劃（TIPP），定期發放全額獎學金，提供象牙海岸留學生申請赴泰研習深造的机会。